# Parc national d'Ujung Kulon
Le parc national d'Ujung Kulon est un parc national situé dans l'extrémité occidentale de l'île de Java en Indonésie. Il comprend le groupe d'îles volcaniques du Krakatoa et d'autres îles, dont Handeuleum et Peucang. Sa superficie est de 1 206 km2, dont 443 km2 situés sur l'espace maritime.

## Géographie
Le parc inclut les îles Krakatau, Peucang et Panaitan. Administrativement, il fait partie du kabupaten de Pandeglang.
Ujung Kulon était une région agricole avant d'être dévastée et dépeuplée par l'éruption du Krakatoa en 1883.

## Historique
Ujung Kulon est le premier parc national indonésien à avoir été déclaré patrimoine mondial par l'UNESCO, en 1992. Il comprend la plus vaste forêt tropicale restante de Java. 
En 2005, l'île très protégée de Panaitan est menacée par un entrepreneur australien souhaitant y développer un surf camp. De nombreuses associations locales et de surfers se regroupent pour s'opposer au projet qui constitue une menace pour l'écosystème de l'île.
Le parc d'Ujung Kulon abrite également, estime-t-on en 2021, la totalité des 73  derniers rhinocéros de Java encore en vie (Rhinoceros sondaicus), une espèce qui  a été placée en 2012 par l'UICN sur la liste des 100 espèces les plus menacées au monde.
En 2024, on estime qu'il n'y reste qu'une soixantaine de Rhinocéros de Java.

## Tourisme
Le parc est un lieu où on peut pratiquer la plongée sous-marine et le surf.